# Centre de traitement de l'alerte
 (août 2017).
Si vous disposez d'ouvrages ou d'articles de référence ou si vous connaissez des sites web de qualité traitant du thème abordé ici, merci de compléter l'article en donnant les références utiles à sa vérifiabilité et en les liant à la section « Notes et références ».
Pour les articles homonymes, voir CTA.
Le centre de traitement de l'alerte (CTA) est une composante du système d'alerte des pompiers français.
Le CTA est l'échelon avancé du centre opérationnel départemental d'incendie et de secours (CODIS) pour la réception, le traitement et la réorientation éventuelle des appels destinés à demander des secours.
Les CTA sont définis à l'article R1424-44 du Code Général des Collectivités Territoriales.

## Missions
La circulaire du 24 juillet 1991 fixe les missions des Centres de Traitement de l'Alerte, à savoir : 
- recevoir, authentifier et enregistrer les demandes de secours, qu’il doit réorienter, si nécessaire, sur le centre 15,
- répercuter les appels sur les unités opérationnelles territorialement compétentes en vue de l’envoi des premiers secours,
- alerter les services publics susceptibles d’être concernés par les appels reçus,
- informer le centre 15 dans le cas où les situations dont il a connaissance nécessitent la mise en œuvre de secours relevant de l’aide médicale urgente (SAMU),
- rendre compte au CODIS des appels reçus et des mesures prises par les centres de secours (CS), en vue du déclenchement éventuel de renforts.

## Historique
L'histoire administrative a légué un ou plusieurs CTA par département à l'origine chargés de recevoir les appels d'urgence no 18. La tendance des dernières décennies, en parallèle à la "départementalisation" des services d'incendie, a conduit à une centralisation des CTA (un par département). Les départements continuant à fonctionner avec plusieurs CTA sont aujourd'hui l'exception (au plus deux à quatre centres dans quelques départements).
Les CTA des sapeurs-pompiers français reçoivent le numéro d'urgence 18, mais aussi le n° 112 (numéro européen commun) à plus de 85 % (les centre de réception SAMU pour 15 % des départements). Une dizaine de départements fonctionnent en plate-forme de réception unique sapeurs-pompiers/SAMU n°18-112-15.
La tendance actuelle est à la généralisation des plates-formes de réception communes sapeurs-pompiers/SAMU. 
Par exemple, les départements de l'Essonne, de la Haute-Savoie, de l'Ariège, du Vaucluse ont regroupé le 18 et le 15 dans une salle commune, dans les locaux du SDIS.
Une réflexion est en cours pour associer le 17 avec le 18 notamment. En effet, lors d'un sinistre (incendie, accident, etc.), les deux services sont alertés en parallèle et collectent des informations complémentaires.
Les CTA regroupant les traitements des appels aux pompiers (112 et 18) et aux SAMU (15), sont nommés des CTRA.
Différents CTA regroupés en un seul portent le nom de pôle (exemple : CTA Cambrai + CTA Valenciennes = pôle de Le Quesnoy dept 59 nord).
Au-delà, des expérimentations sont menées pour créer des plates-formes de réception virtuelles entre les services publics de sécurité et de secours : police, gendarmerie, sapeurs-pompiers, SAMU, assurant une plus forte interconnexion et une meilleure coordination opérationnelle entre les services (17-18-15-112)

## Les systèmes informatiques d'aide à la décision
Les CTA sont tous équipés d'un système d'aide à la décision permettant l'alerte des moyens les plus adéquats en fonction des renseignements pris auprès de l'appelant. 
L'opérateur du CTA décroche le téléphone, et tout en interrogeant l'appelant, remplit les champs du logiciel d'alerte :
- Localisation : Commune, rue, numéro, étage, etc.
  - Si c'est une voie rapide : nom de la voie rapide, sens de circulation concernée par le sinistre, kilomètre concerné, etc.
  - Dans tous les cas, un lieu remarquable à proximité est un élément de localisation avec une importante plus-value.
- Nature de l'évènement : accident, incendie, inondation, etc.
- compléments d'information

Il valide ensuite les informations. Le logiciel fait une proposition des moyens les plus adaptés à la localisation et à la nature. L'opérateur valide ou effectue une correction. Il réfère à son chef de salle si nécessaire.
En fonction de la nature, du lieu, des moyens alertés et du contexte, l'opérateur CTA est amené à contacter et informer d'autres personnes et services (SAMU, Enedis, GrDF, RTE, Police, Gendarmerie, etc.)

### Les principaux éditeurs et logiciels du marché français
| Éditeur            | Nom principal du logiciel | Technologies               | Nombre de SDIS équipés |
| ------------------ | ------------------------- | -------------------------- | ---------------------- |
| IMPI               | GIPSI                     | Serveur Excursion / Java   | 8                      |
| Intergraph         | I/CAD                     | Windows/SQL Serveur/Oracle | 6                      |
| SIS                | Artémis                   | Windows / Java             | 25                     |
| Systel             | Start                     | Windows/Linux/Oracle       | 45                     |
| Easy Multi Display | EMD                       | Windows                    | 9                      |
| ANSC               | NexSIS 18-112             | Application web/mobile     | 8                      |

### NexSIS 18-112
Un logiciel unique, dénommé NexSIS 18-112 a commencé à remplacer les différents outils utilisés pour gérer les alertes (CTA) et les opérations de secours (CODIS). Initialement prévue pour une mise en œuvre progressivement dans les SDIS à partir de 2021, cette plateforme numérique a été mise en production dans un premier SDIS (Corse-du-Sud) en 2023. Depuis, la solution NexSIS a été déployée dans plusieurs autres SDIS (Var, Indre-et-Loire, Seine-et-Marne, Nièvre, Ardèche, Ain, Lot). L'Agence du Numérique de la Sécurité Civile (ANSC), créée en 2018, est chargée d'assurer la conception, la réalisation, le déploiement, et le bon fonctionnement du système d'information NexSIS 18-112.

## Données statistiques
En 2021, d'après les données de la direction générale de la Sécurité civile et de la Gestion des crises, 70 % des appels reçus par les CTA provenaient du 18 et 30 % du 112. Sur les 16 620 980 appels reçus durant l'année, près d'un quart (24 %, selon des données partielles) était injustifié.